# Saeva dupka
Saeva dupka (bolgarščina: Съева дупка) je kraška jama v severni Bolgariji blizu vasi Brestnica, okraj Loveč. Jama je naravno oblikovala 400 metrov hodnikov in dvoran. V jami je bilo zahvaljujoč odličnim zvočnim pogojem veliko priredb zborovske glasbe. 
Saeva dupka je dobila ime po dveh bratih, Seyu in Sae, ki sta jo uporabljala kot skrivališče med osmansko okupacijo Bolgarije. Nedavna izkopavanja so pokazala, da je bila jama naseljena že v rimskih časih. 
Saeva dupka je ena izmed 100 turističnih znamenitosti Bolgarije.

## Odkritje in raziskave
Profesor Georgi Zlatarski je jamo prvič raziskoval leta 1883, brata Karel in Herman Škorpil pa sta sledila njegovemu zgledu deset let pozneje. Prve resne raziskave in kartiranje so v obdobju 20. do 21. avgusta 1932 opravili N. Atanasov in D. Papazov ter 10. in 13. julija 1935 A. Stefanov in N. Atanasov. Spet jo je leta 1949 raziskovala jamarska brigada T. Pavlov. Podrobne geomorfološke študije je leta 1968 opravil Vl. Popov z Geografskega inštituta BAS.
Skupaj z Jagodino jamo (bolgarsko Ягодинската пещера) velja za eno najlepših jam v Bolgariji. Največji stalaktit v njem ima obseg 60 metrov. Povprečna temperatura v jami je 7-11 ° C, vlažnost - med 90 in 98 %. Vhod je na 520 m nadmorske višine. Dolga je 205 metrov, reka pa teče 70 metrov pod zemljo. Ocenjuje se, da je stara približno 3 milijone let.
Edinstvena je tudi po svojih barvah - zeleni, rjavi in beli. Najdemo stalaktite, stalagmite, stalaktone, helikotite in dendrite.
Med raziskovanjem jame so bile najdene živalske kosti, lončenina, kovanci iz časa rimskega cesarja Marka Antonija.

## Dvorane
Jama ima pet dvoran in več galerij, katerih imena so: 
Kopica – prva dvorana za vhodom v jamo. Je majhen in je poimenovan po velikem stalagmitu, ki je videti kot Kup sena.
Plaz – druga dvorana za vhodom. Leta 1893 je bil v tej regiji Bolgarije močan potres, zaradi katerega so se mnogi stalaktiti v dvorani odlomili. Eden od stalaktonov se od rušenja lomi in pridobi obliko topa. Na stropu lahko vidimo novo nastale majhne formacije 
Koncertna dvorana ali Haramana – tretja od vhoda; zaradi ravnih tal in odlične akustike se imenuje tudi Koncertna dvorana. V njej so peli Emil Dimitrov, Lili Ivanova, zbor rudarjev iz Donbasa, otroški pevski zbor Bolgarskega nacionalnega radia in drugi.
V tej dvorani si lahko ogleda edinstvene naravne formacije - helicitite. Podobni so koralam in nastajajo zaradi zračnega toka, ki nosi kapljice vode, ki tečejo s stropa na stran.
Kozmos – tako je imenovana zaradi raketi podobnega stalaktita. Sneguljčico in sedem palčkov je mogoče videti v tej dvorani.
Beli grad – dvorana je tako imenovana zaradi ogromnega stalaktita v obliki gradu.

## Netopirji v jami Saeva Dupka
Z opazovanjem in ulovom z mrežami na vhodu je bilo ugotovljeno, da jamo v različnih letnih časih uporablja najmanj 8 vrst netopirjev:
- Veliki podkovnjak (Rhinolophus ferrumequinum)
- Mali podkovnjak (Rhinolophus hipposideros)
- Vejicati netopir (Myotis emarginatus)
- Navadni netopir (Myotis miotiz)
- Netopir Myotis blythii
- Velikouhi netopir (Myotis bechsteinii)
- Resasti netopir (Myotis nattereri)
- Obvodni netopir (Myotis daubentonii)

Šest vrst, ki jih najdemo v jami Saeva Dupka, spada med prednostne za ohranitev v celotni Evropi. Zato je jama pomemben prostor za ohranjanje populacij netopirjev v regiji.

## Turizem
Jama Saeva Dupka spada med sto nacionalnih turističnih krajev Bolgarske turistične zveze, zapisana je pod številko 33.
Leta 1962 je bila jama razglašena za naravno znamenitost.
Leta 1967 je bila urejena in elektrificirana.
Leta 1990 je bil zaprta, leta 1996 opuščena in leta 2004 ponovno osvetljena. Danes jo upravlja Bolgarska turistična zveza.